# Брињано Супериоре (Салерно)
Брињано Супериоре је насеље у Италији у округу Салерно, региону Кампанија.
Према процени из 2011. у насељу је живело 130 становника. Насеље се налази на надморској висини од 170 м.